# See You Again
"See You Again"은 위즈 칼리파와 찰리 푸스의 노래이다. 위즈 칼리파가 랩 부분을 담당하였고, 찰리 푸스는 피아노와 후크 부분의 보컬을 담당하였다. 2015년 공개된 영화 《분노의 질주: 더 세븐》의 삽입곡이자 2013년 11월 자동차 사고로 죽은 폴 워커의 추모곡이기도 하다. 2015년 3월 17일 미국에서, 4월 3일 전세계적으로, 4월 12일 영국에서 공개되었다. 이후 2017년에 한 달 동안 'See You Again'의 뮤직비디오가 싸이의 '강남스타일' 뮤직비디오를 제치고 유튜브 조회수 1등을 차지했던 적이 있다.

## 곡 목록
| #  | 제목                                                  | 재생 시간 |
| -- | ----------------------------------------------------- | --------- |
| 1. | 〈See You Again (Extended)〉 (featuring Charlie Puth) | 5:48      |

## 차트 기록
| 차트 이름 | 순위 | 기간 | 출처  |
| --------- | ---- | ---- | ----- |
| 빌보드    | 1위  | 8주  | [ 2 ] |

## 같이 보기
- 유튜브 최다 조회수 영상 목록